# Скало Феровијарио (Л'Аквила)
Скало Феровијарио (итал. Scalo Ferroviario) је насеље у Италији у округу Л'Аквила, региону Абруцо.
Према процени из 2011. у насељу је живело 17 становника. Насеље се налази на надморској висини од 455 м.